# Saint-Urcisse (Tarn)
Saint-Urcisse – miejscowość i gmina we Francji, w regionie Oksytania, w departamencie Tarn.
Według danych na rok 1990 gminę zamieszkiwało 176 osób, a gęstość zaludnienia wynosiła 15 osób/km² (wśród 3020 gmin regionu Midi-Pireneje Saint-Urcisse plasuje się na 887. miejscu pod względem liczby ludności, natomiast pod względem powierzchni na miejscu 970.).